# 旧統一教会問題

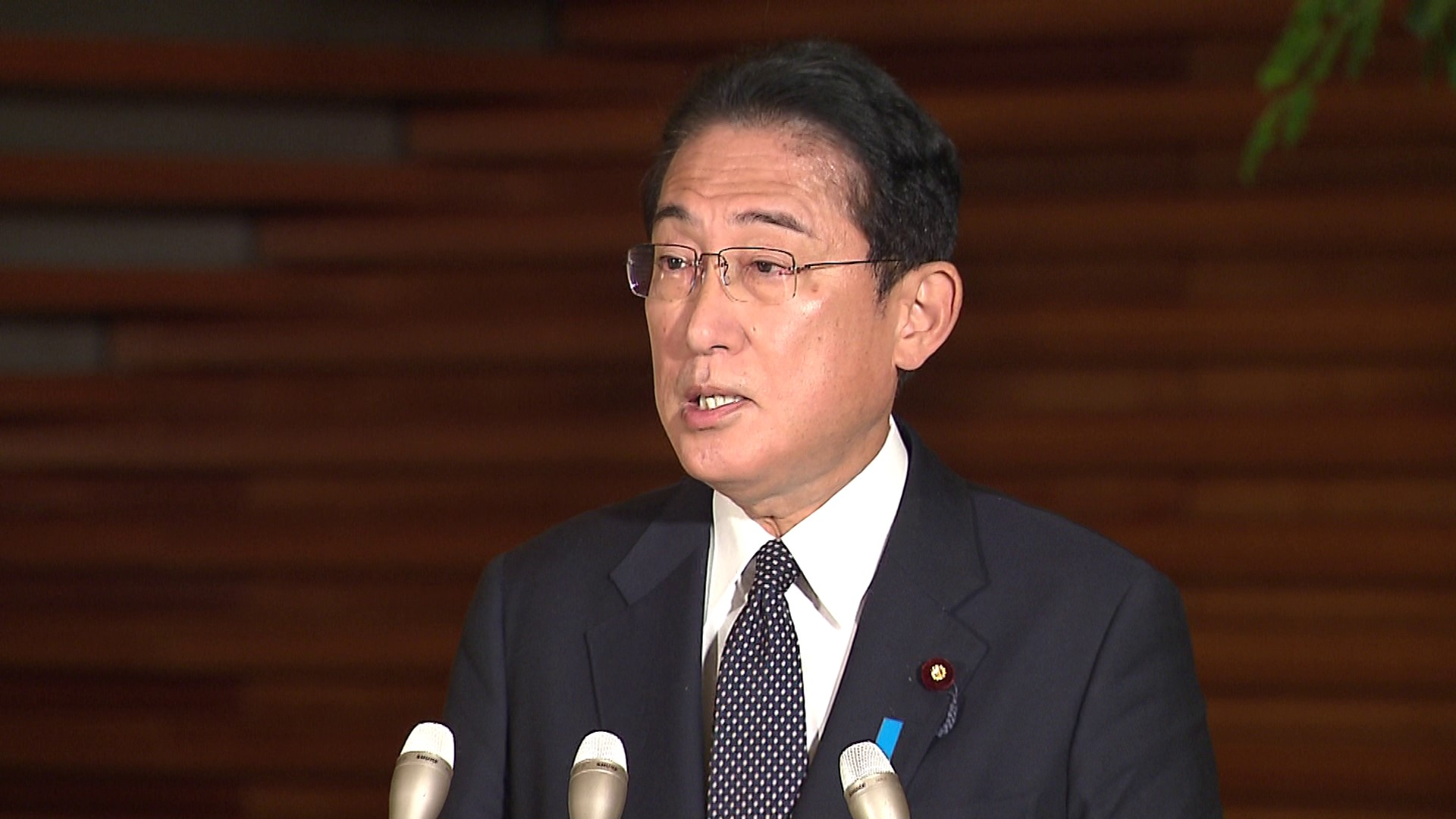
2022年11月8日、旧統一教会問題を受けた被害者救済等のための法案についての会見を行った岸田文雄首相

旧統一教会問題（きゅうとういつきょうかいもんだい）は、宗教団体の世界平和統一家庭連合（旧統一教会、旧称：世界基督教統一神霊協会）を巡る日本の社会問題である。2022年7月8日に発生した安倍晋三銃撃事件以降に表面化し、政治問題に発展した。

## 政界との関係
長らく統一教会問題に取り組んできた弁護士によれば、統一教会は自由民主党の議員を中心に、多くの国会議員と深い関係を持っており、1990年代（平成初期）の時点で日本の国会議員のうち、百数十名（多くは自民党）の秘書は統一教会の信者であり、議員達の活動は統一教会へ報告され、指示を受けていたとされる。
2022年（令和4年）8月に共同通信社が実施した関連団体のイベントに出席したり、選挙協力を受けたりした接点があるかを問うたアンケートでは、全国会議員712人中583人が回答し、うち106人が接点があったと回答した。党派別では自民党が82人、日本維新の会が11人、立憲民主党は7人、公明党、国民民主党、参政党がそれぞれ1人、無所属が3人であった。
法学者の南野森は、新宗教を含めて、一般論として政治家が宗教団体と関係を持つことは問題がないとしつつも、「不法行為を繰り返しているし、自分たちが宗教団体であることを隠してアプローチしてくるところが決定的に他の宗教団体と違う」として、旧統一教会は一般的な宗教団体とは区別して、交流を持つべきではないとしている。
長らくアメリカにおける旧統一教会の幹部を務めたアレン・ウッドによれば、旧統一教会の究極の目的は、アメリカ・韓国・日本における政教分離を崩壊させ、宗政一致とし、自身がそのトップに立ち、君臨することだったという。

### 国政

#### 自民党
教団は自民党の「韓国ロビー」といわれる政治家と親密で、古くは岸信介や福田赳夫、安倍晋太郎といった「派閥の領袖（ボス）」が、文鮮明主催のパーティーに参席したり、同僚議員を教義セミナーへ勧誘するなどして尽力した。
1989年（平成元年）に東京で開かれた「勝共推進議員の集い」には、自民党・民社党を中心とする国会議員232名が一堂に会しており、近年でも旧統一教会のシンパの議員は250人にのぼると漏れ伝わった。自民党内には教団が支援する教育関係の議員連盟が設立されたこともあった。
弁護士の紀藤正樹によると、統一教会の信者は自民党の応援団として選挙活動などにも駆り出されているが、2012年（平成24年）に発足した第二次安倍政権以降、国会議員が統一教会の行事に公然と参加するようになった。統一教会との関係を深めると大臣などへの出世が早まることが認知され、自民党議員らは自ら統一教会のイベントに参加するなど関わりを深めていった。統一教会との関係を問題視している自民党議員も一部存在はしたが、彼らは党内での発言権は弱く、出世コースからは事実上外されているとされる。信者は自由民主党への投票を求められることを、統一教会2世の被害者が語っている。2018年には、自民党代議士が統一教会青年イベントに連続出席。来賓祝辞で教祖への感銘を鮮明に語った。元信者のジャーナリストである多田文明も、組織的な教団による政治家への投票指示があったとしている。
2022年（令和4年）7月8日に発生した安倍晋三銃撃事件後の2022年（令和4年）7月19日、統一教会元会長郭錠煥は記者会見にて、「（創設者の故）文鮮明総裁は（安倍氏の祖父の）岸信介元首相と近かった。（父の）安倍晋太郎元外相とも近かったと承知している」と指摘した。神田外語大学の民族主義運動の専門家であるジェフリー・J・ホールは、統一教会は冷戦時代に後に安倍派となる岸派と協力していたことを指摘しており、無償のボランティアの提供は、選挙において価値を発揮したと述べている。
自民党の参議院議員の二之湯智は、「旧統一教会がどういう教義を持って布教活動をしているのかさっぱり分かりません」などと記者に述べた。発言当時の二之湯は国家公安委員長であり、ジャーナリストの田﨑史郎は、「国家公安委員長はやっぱり知ってなきゃいけない立場ですよね。警察のトップですから」と批判している。また、自民党総務会長の福田達夫は、統一教会と政界のながりについて「何が問題か僕よくわからないです」と発言した。
週刊誌のFRIDAYは、萩生田光一が2022年（令和4年）7月の参議院選挙の際、教団の施設を訪れていたことについて、「戦争中に日本は韓国にひどいことをしたので、罪滅ぼしのために献金し続けなければならない」という統一教会の思想に触れたうえで、「献金の実態を知って付き合っていたのであれば、”売国奴”と言われても仕方ないだろう」と報じている。
2022年（令和4年）9月8日、自民党の内部調査によって、自民党所属の国会議員379人のうち179人（47%）が統一教会と何らかの接点があったと明らかになった。その中でも、選挙で支援を受けるなどの一定以上の関係を認めた議員は121人に上り、自民党は121人の氏名を公表した。

#### その他の政党・政治団体
2022年（令和4年）7月30日、日本維新の会は、関連団体のイベントに出席するなどの接点があった所属国会議員が13名であったと公表した。8月8日には、他にも接点があった議員がいたと発表し、関係を認めた維新の国会議員は15名となった。
2022年（令和4年）8月2日、大阪維新の会も、所属する地方議員や首長ら16名が、関連団体の会合に参加したり、祝電を送ったりしていたと発表した。9月9日には、新たに3名の接点が確認されたと発表した。
2022年（令和4年）8月19日、公明党は、所属する国会議員のうち2名が、過去に関連のある雑誌のインタビューを受け、記事に掲載されていたと発表した。
2022年（令和4年）8月23日、立憲民主党は、所属する議員のうち14名が、過去に関連団体の会合に出席するなどの接点があったと公表した。
参政党と統一協会の関係については、神谷宗幣#統一教会への見解や接点についてを参照のこと。

### 地方政治
地方議員との関係も確認されている。ある元議員は、選挙活動やビラ配りを支援してもらったことを明らかにしている。

### 警察捜査と政治の関係
上越教育大学教授の塚田穂高は、「旧統一教会の場合は、教団を追及や捜査から守ってもらうために政治に近づき続けた面も強い」とし、「政治家が『よくあるつきあい』で済ませてよい相手ではなかった」として、教団による政治家へのアプローチの背景には、捜査を回避する目的があるとの趣旨の発言をしている。
ジャーナリストで元参議院議員の有田芳生によると、有田は1995年（平成7年）に警察庁関係者に警察庁幹部から依頼を受けて教団についての講義を行った。当時はオウム真理教の次に統一教会を刑事事件で摘発をしようとしていると聞かされていたが、結局、摘発はなかった。その10年後に、警視庁幹部二人から政治的圧力により摘発を阻まれたと聞かされたとしている。
2012年（平成24年）には、元警察官僚で自民党の衆議院議員の平沢勝栄が、この種のアプローチを受けたのではないかとの話があった。週刊新潮の報道によれば、平沢の発言を収録したテープが流出し、そのテープには平沢の声で「各地で今、5、6ヶ所警察とトラブってんだよ。それで結局、警察けしからんって言ってんだよなあ、統一教会は。それで私にそれをやってくれって…」などの発言が収録されていたという。この発言について、平沢が統一教会から警察の捜査について相談され、警察との窓口役を務めざるを得なくなり、困惑したのではないかとの関係者の証言があった。なお、平沢は教団との関与を否定している。
「全国霊感商法対策弁護士連絡会」のメンバーで弁護士の川井康雄は、第1次安倍政権終了後の2007年（平成19年）頃から、教団に関連した違法行為の刑事事件化が相次いでいた一方で、2012年（平成24年）の第2次安倍政権発足後に再び刑事事件化することは少なくなったことを指摘した上で、教団と政治家の関係性は明らかであるとした。同じく弁護士の山口広は、教団は政治だけでなく、言論・学術界などにも食い込んでおり、違法な霊感商法の被害について警察や行政が積極的に取り組まないように、圧力をかけてもらうように働きかけていることを証言している。
また、2005年（平成17年）と2006年（平成18年）に法務省の公安調査庁が国内外の治安情勢をまとめた報告書「内外情勢の回顧と展望」で「特異集団」として位置づけられていた教団が、第1次安倍政権下の2007年（平成19年）で項目から外れていたことがわかっている。同報告書では教団について、「危機感や不安感をあおって勢力拡大を図り、不法事案を引き起こすことも懸念される」としていた。対象から外れた理由について、日本国政府は「時々の公安情勢に応じて取り上げる必要性が高いと判断したものを掲載している」としている。

### 韓国での反応
長年、韓国に居住する日本人ジャーナリストの黒田勝弘は、安倍晋三銃撃事件は韓国でも大きな話題となったものの、旧統一教会の悪徳商法や高額献金といった、その後の統一教会問題はあまり報じられず、自民党批判といった政治問題となっていることも含めて、一般にはほとんど知られてないという。日本での批判活動に対抗して起こった日本人妻のデモについても報道はほとんどなかったとする。日本での統一教会問題は彼らにとって不愉快なことだから触れたくないのだろうというのが、黒田の見解である。また、日本より先に「世界平和統一家庭連合」に改名していたようだが、一般には2022年（令和4年）当時でも「統一教」と呼ばれているという。

## 資金獲得手段に関する問題
教会にとって、金銭は文鮮明夫妻のもとに集め、天のために使ってもらうことが教義のようになっているとされる。また、教会自体は彼らの聖地とされる韓国の清平で天苑宮・天正宮博物館等の豪奢な建物の建設、政治家等有名人から大会にスピーチを得る報酬等に多額の費用を費消している。
そのため教会は各国で多額の資金集めを行っているものの、その態様は様々で、それはその国に合った、それぞれの方法で資金集めを行った結果ではないかともと見られる。例えば、アメリカでは鮨料理店にスシネタを提供する会社を経営しビジネスとして成功し、かなりの収入を得ている。日本でも様々な事業を経営しているものの、霊感商法による多額の資金集めが悪徳商法ではないかと問題となった。かつて日本に派遣され地区責任者を務めてきた元牧師によれば、日本人は先祖の話を持ち出すと敏感に反応するという。宗教社会学者の櫻井義秀によれば、そのため日本には霊感商法が強力に通用する土壌があるとする。櫻井によれば、霊感商法が訴訟になるほど大きな被害に発展する国は日本だけであり、問題として、結局計画的な演技によって相手に金を出させることを図っている、取る金額があまりに高額であったり、相手の懐具合を見て金をとる（つまりケースによってはとことん金を絞り取ったりするのではないか）、金をとることだけが目的であったりするといったことがあるという。
また、現世利益を約束する宗教であれば、信者は仕事等で成功したときに霊験があったと考え、その収益の範囲内で寄付をするのに対し、旧統一教会のように信者に対し不幸になる・死後地獄に落ちるといった形で問題にする教義の場合には、信者は恐怖や不安に基づいて金を出すため、高額の霊感グッズの無理な購入や献金、果ては家産を売り払ってでも献金する、借金をしてでも金を出す、それらをさせるといった問題が起こりうる。

### 統一教会による霊感商法
1980年頃より、霊感商法を用いた悪徳商法が社会問題化していた。大理石の壷や印鑑などが例として挙げられ、中には3000万円の教本を買わされたケースも存在する。
一方、教会側（会長田中富広の会見）は「過去も現在も行ったことはない」と述べているが、全国霊感商法対策弁護士連絡会の弁護士山口広は、これを強く否定している。

### 高額献金
教会に対する献金にはノルマがあるとされる。高額献金の要求で、信者の家庭が崩壊するケースが多々あった。安倍晋三銃撃事件の被疑者の母親も多額の献金で破産していたことが分かっている。
1990年代半ばより、日本の信者を韓国に呼んで、亡くなった先祖を罪業から救う解怨式を教団は行うようになったとされる。これは、韓国の教団本部が日本で金が横領されることを怖れたためともいわれる。2006年当時は母方と父方の父系で先祖を180代前まで辿るのが望ましいとされていたが、2022年には430代前までになっていたとされる。韓国のテレビ局MBCの番組『PD手帳』では、解怨式の開始を、80年代からの霊感商法批判で開運グッズの販売を行いにくくなったためとし、先の元牧師はこれも結局は金をとり続けていくもので、霊感商法の延長としている。先祖も、母と父の各父母の父系をたどることになっていた。さらに、解怨式が済んでも、さらに、その後には祝福式を行う要が別にある。
日本統一教会は「先祖の罪業を辿って償わないと不幸になる」という論理を教義の一つとしており、人値の先祖辺り70万円以上の定額寄付を促される。最終的に信者の財産を絞りつくす為にも、定額寄付は信者の資産ごとにコミットメントされ、場合によって縄文時代にまで家系図を遡るように作成され恐怖を植え付けさせ続ける。統一協会の教義の確信は「堕落論」にあり、この教義を利用して霊感商法を行っている。この教義の中の「万物復帰」という教えは、「全ての万物は神に捧げなければならない」という統一教会の集金システムであり、最終的に信者の全財産を捧げさせる為の物である。また、日本の信者から徹底的に集めた金銭をアメリカでの事業立ち上げに使用したと報道され、多額の献金によって崩壊した家庭が多いとされている。
1988年5月、献金名目で土地や建物を安く売却させたとして、都内の無職女性（67）と千葉県の会社員（37）が教団に対し、約7500万円の損害賠償請求訴訟を東京地裁に起こしている。訴状によると、無職女性の土地やアパートを9400万円で売却させ、うち5400万円を献金させた。会社員は、高額な多宝塔や羽毛布団などを買わされたとしている。
1992年4月、男性（58）ら一家4人が、「詐欺的な説得で多額の資金を提供させられた」として、約19億3000万円の損害賠償請求訴訟を東京地裁に起こした。訴状によると、教団関係者が男性の農地を担保に借金をさせ、16億4000万円を教団に貸金名目で提供させたとしている。
1996年6月、関東地方在住の女性（67）ら3人が、教団に13億2800万円の損害賠償請求訴訟を起こした。訴状によれば、1989年5月から12月にかけて、土地を担保にノンバンクに借金をさせ、約13億を献金させた。
1998年頃、統一教会の元信者の男性が教団に対し、19億円の損害賠償を求める訴訟を東京地裁に提起した。男性は栃木県の資産家の家に生まれたが、大学在学中に入信。以後、多額の献金を求められ、1986年から1991年までに総額32億を寄付し、先祖代々の土地の大半を失ってしまった。教団は当初争う構えを見せたが、最終的に19億の支払いを認める形で和解した。弁護団は判決回避のためとみている。
朝日放送の取材に答えた大阪府在住の元信者は、三男の自殺による精神的ショックから入信に至り、1993年から2006年の13年のあいだに、三男の生命保険金など3000万円近い金額を教団に献金したと語った。
2005年から2010年にかけて、警察による霊感商法の摘発が相次いだことから、不特定多数を狙った霊感商法は下火になり、集金方法は「狭く、深く」少数の信者から大金を搾取するようになっているという。
2006年10月3日、「家計が途絶える」と脅すなどの教団信者による違法な勧誘の結果、多額の献金をさせられたとして足立区の資産家女性(68)が教団と信者4人を訴えていた裁判で、東京地裁は教団の使用者責任を認めた上で、約2億8900万円の支払いを命じた。
2008年4月10日、「先祖が地獄で苦しんでる」などと信者に脅され、約2億2000万円を献金させられたとして教団に損害賠償請求訴訟を起こしていた千葉県の女性(70)に対し、教団側は2億3000万円を支払う示談に応じた。教団は「教団は関与せず信者間の和解である」とした。
2012年7月3日、元信者の女性（37）が、教団と国に対し、約4300万円の損害賠償を求める訴訟を東京地裁に提起した。教団に対しては、不安を煽られ、献金や「献身」と呼ばれる労働行為を強いられたこと、国に対しては是正措置を講じる義務があったのに放置した責任があったとした。
2014年3月24日、元信者ら40人が、違法な布教活動で献金や宝石購入を強いられたとして、教団に合計1億990万円の損害賠償を求めていた裁判で、札幌地裁は、元信者3人の請求を一部認める形で、合計3850万円の支払いを命じた。判決では布教活動を「経済的利益を獲得する目的」とし「信教の自由を侵害する行為」と認定した。
2016年6月28日、東京高裁は、教団の指示で元妻が多額の献金をしていたとして、60代男性に対して3428万円の損害賠償の支払いを教団に命じた裁判の控訴審で、組織的な関与を認めた上で賠償金を3789万円に増額した。教団は献金は信者の自由意志によるものと主張したが、裁判では、献金をしないと不幸になるとして、夫の預金を献金するように指示したと認定された。
2020年2月28日、東京地裁は、教団に対し、違法な勧誘で多額の献金をさせられたとして520万円の損害賠償請求訴訟を提起していた60代の元信者女性に対しての、470万円の損害賠償支払いを命じた。
2022年7月、教団による被害の救済に取り組む「全国霊感商法対策弁護士連絡会」は、毎日新聞の取材に対し、献金の違法性を認定し、返金を命じる民事裁判の判決が近年も相次いでおり、教団は現在でも信者に献金や奉仕を強要している、と強調した。

## 自民党のジェンダー政策と統一教会の影響について
統一教会及び傘下の団体はLGBTなどの性的少数者の人権擁護、同性婚、選択的夫婦別姓、ジェンダーフリー、男女同権、男女共同参画社会、フェミニズムなどは全てマルクス主義から派生した「文化共産主義」であると断定しており、強く敵視している。ただし、米国の統一教会の元幹部であったアレン・ウッドによれば、60年代や70年代に統一教会が妊娠中絶に反対したことなどなく、キリスト教徒右派に接近し出してから、このようなジェンダー絡みの問題に強硬に発言するようになったのであり、全ては権力のためであるとする。
統一教会は傘下の世界日報等の媒体を使って、同性婚への反対運動を繰り広げていた。またLGBTなどの性的少数者、男女共同参画社会を敵視した。2003年に宮崎県都城市で「男女共同参画社会づくり条例」が議論された。この条例は「性別または性的指向にかかわらずすべての人の人権が尊重され」と性的少数者も含めた初の人権尊重を謳った条例であったが、統一教会傘下の世界日報は条例の制定段階で「同性愛者が同市にたむろするようになる可能性が高い」「特定のイデオロギーを持つ人物によって市民が監視され続ける」、同市が「同性愛解放区」に向かうという内容の紙面を一面に掲載して、差別をあおった。LGBT法連合会の事務局長の神谷悠一は統一教会と政権与党の自民党の深い結びつきを指摘しつつ、「これまでの政策過程で、ジェンダーに関して、どのような教団の関与があったのか明確にするべきだ。総括がないと、また、同じような発言が繰り返され、法整備も進まない」としている。
統一教会の関係者が地方議会の複数の自民党所属議員を支援しており、そうした統一教会シンパの議員らの干渉によって、ジェンダーやLGBTの自由度を阻止されてきたことも明らかとなっている。毎日新聞の編集委員の古賀攻は「日本では1998年に男女共同参画社会基本法ができて以降もなかなか“多様性”は進んでいない。むしろ逆行しているむきもある。」（中略）「日本において性の多様性の問題が進まない一因に旧統一教会が日本の政治に巧妙に入り込んでいる側面はあるかもしれない」と述べている
。
統一教会の関係団体の世界平和連合と複数の自民党の国会議員の間で国政選挙の際に「同性婚合法化などに関しては慎重に扱うこと」、「家庭教育支援法と青少年健全育成基本法の国会での制定に取り組むこと」などという推薦確認書のやり取りをしていることが確認されている。
LGBT理解増進法の制定を「不要」とする女性スペースを守る会には統一教会との関係を指摘されている三重県議会議員の小林貴虎（自民党）が賛同者として名を連ねており、さらには統一教会系世界日報のライターの日野智貴が女性スペースを守る会の2021年11月の記者会見に同席している。これを受けてジャーナリストの藤倉善郎は女性スペースを守る会と統一教会関係者との人的なつながりの存在を指摘している。
自民党所属の衆議院議員の野田聖子（前男女共同参画担当大臣）も2022年10月4日、超党派の女性議員らでつくる勉強会の中で統一教会などの伝統的な価値観を重視する宗教団体が自民のジェンダー政策に一定の影響を与えた可能性があると認めている。

## 原理研究会問題

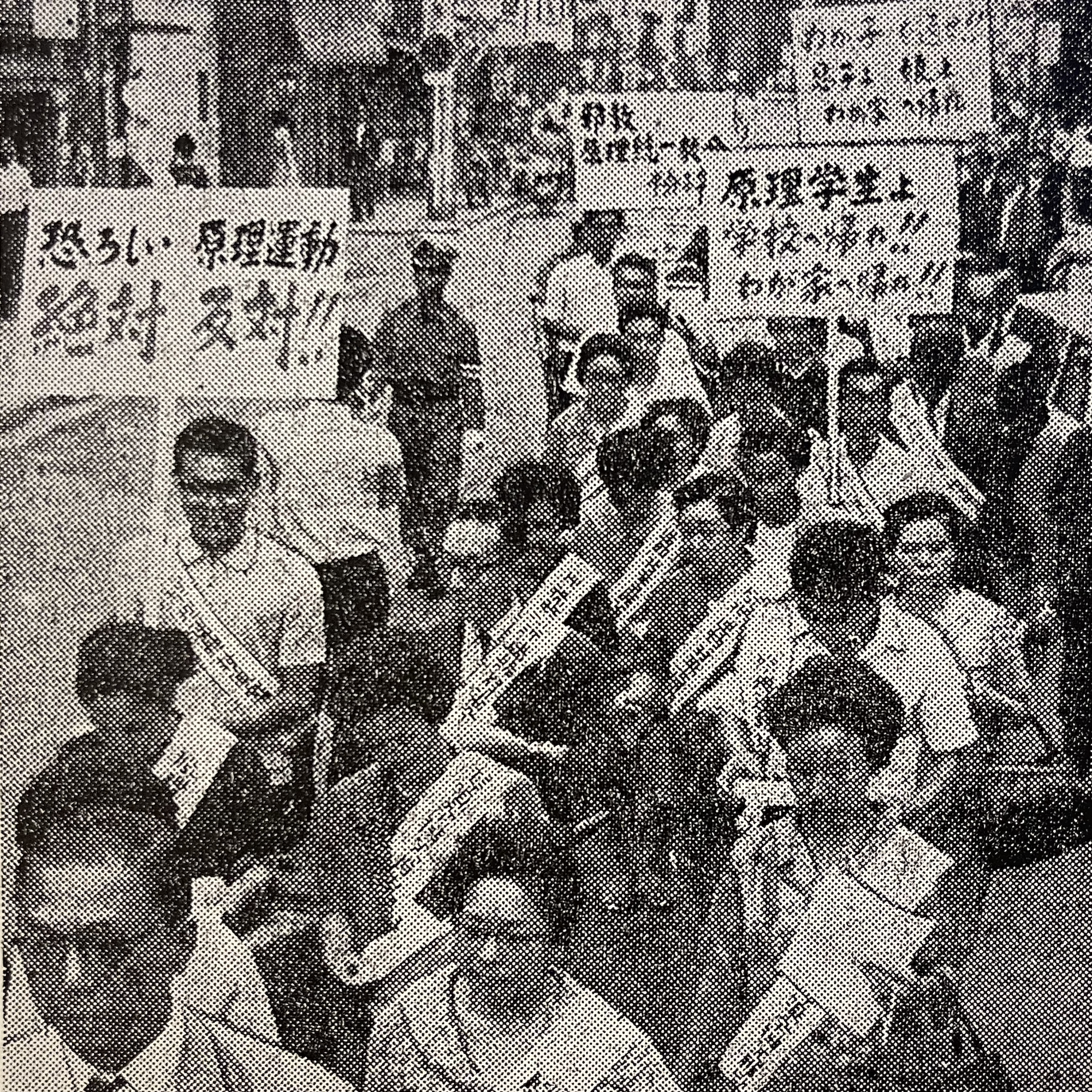
反対デモ中の被害者団体"原理運動対策全国父母の会"（1967年）

統一教会系の学生組織『原理研究会』は、1960年代以降社会問題になり、複数の事件・訴訟が発生。原理研に加入した学生は学業を放棄して活動に熱中し、帰宅せず教団関連施設に泊まり続けるようになった。さらには親に「金を出さなければ親子の縁を切る」「遺産の前渡しだ」などと寄付金を要求し、要求が受け入れられないと断食をしたり、「サタン」と親を罵ったり、「殉教する」と自殺をほのめかしたりと、異常な言動をするようになり、「家庭破壊」の被害が続出した。原理研の活動は、路上での布教や募金活動を不眠不休で行うなどの重労働で、過労で入院する学生も多かったという。原理研の運動が盛んだった早稲田大学では、大学側は学生に対し学業に復帰するように要請するも、布教に専念するために退学に至る学生も現れた。原理研による家庭崩壊の被害に遭った親らは、「原理運動対策全国父母の会」を結成、渋谷にある統一教会本部前で「わが子を家庭、学校に返せ」などのプラカードを掲げてデモ行進を行った。
1967年12月には、教団信者2人が大分県内の滝壺で溺死、原理運動の修練活動中だったと見られる。
1968年9月、「原理運動対策全国父母の会」は教団会長の久保木修己を刑事告訴した。告訴状によると、神奈川県厚木市に総工費7億円で「修練所」を建設すると称し、学生の親から寄付金を募ったが、募金終了後１年以上たっても着工せず、経理報告もしなかったため、寄付金詐欺であるとした。
1970年8月、原理研の修練会に参加していた学生が、全身打撲による衰弱で死亡した。原理研の幹部らが不法に監禁し医師にも診察させなかったことが原因として、関係者7人が書類送検されている。
1976年には、フランスの「原理運動」パリ本部で手製の爆弾が爆発、教団関係者2人が重傷を負った。原理運動はフランス国内でも社会問題化しており、「子供を取り戻す会」が全国で3つもつくられていた。
1976年9月ごろ、米国の移民局は、「原理運動」に関与する統一教会の信者約700人を不法滞在者として国外追放する手続きを指示した。これらの信者の多くは、日本人と韓国人で、連邦判事が「宣教師見習」としての資格を認めないと裁定していた。
1977年2月、原理運動に反対する「原理被害者更生会」の顧問が男女2人に鉄パイプで襲撃される事件が発生。顧問は統一教会に一時入信した経験から、原理運動の被害者を社会復帰させる活動をしており、これまで約100人を更生させたと話していた。教団側は関与を否定。
1977年4月、渋谷署は統一教会保安係の男（31）を傷害、暴行の疑いで逮捕した。男は、教団に入信した長男、長女と面会に来た「原理運動対策全国父母の会」のメンバーに対し、「不法侵入で110番するぞ。帰れ、帰れ」と恫喝し、二人を手をつかんで押し出し、壁に体を押し付けるなどの暴行を加えた。また、別の日に教団責任者に面会を求めてきた「父母の会」のメンバーにも暴行、全治5日のけがをさせた。
1978年6月、青山学院大学で、原理研究会と対立するノンセクト・ラジカル系の「反原理共闘」のメンバーら合わせて約20人で乱闘騒ぎが発生。1人が全治5日のけが。
1982年11月、東京大学駒場北寮で、反原理運動サークル「文理研」の寮生3人がいる部屋に、約10人の男が乱入し殴る蹴るの暴行を加えた。駆けつけた警察官に対して、一部学生らがスクラムを組んで立ち入りを拒んだために、機動隊が出動し4人が公務執行妨害で逮捕された。
1983年には、徳島県で原理研に加入した娘を家に連れ帰った親を相手取って、原理研側が人身保護請求訴訟を提起した。徳島地裁は「娘の幸福を願った親の愛情に基づく正当な親権の行使」として請求を棄却している。
1988年12月、「原理研究会」の指示に従って就職した元信者が、理由もなく給料を天引きされ、1日あたり1100円の賃金しか支給されず、毎日15時間から21時間にわたる長時間労働も強いられ「タコ部屋同様の生活を強いられた」として、元勤務先の「セイロジャパン」に対して未払いの賃金や慰謝料を求める訴訟を東京地裁に提起した。

## 勧誘手法
統一教会が拡大を続けた理由として、統一教会の関係者が教義の内容や「自分は統一教会の人間である」ことを隠した状態で教団への「入り口」をカモフラージュしていることがあげられる。何も知らない一般人はそこに集まるように勧誘されて、実はそこは統一教会だった、ということが最後に明かされて、その後、入信にまで誘導する。
相手を入信させる事に成功すると、次は、自分が統一教会である事や統一教会の教義を段階的に刷り込み、特定の恐怖の対象を与え、その恐怖の対象からの開放手段を与えていく。これは、統一教会がマインド・コントロールの手法をうまく活用している典型である。
統一教会2世被害者弁護団は、「興味本位などで統一教会関係者や、関連の人物などに接近を試みるのは非常に危険である」と警告している。

## 2世信者問題
親世代が統一教会の信者であり、幼少期からドメスティック・バイオレンス（DV）の状態にあった当時の子供達、統一教会2世の被害者は信者や教会からの特定を恐れ、息をひそめ生活せざるを得ない等の理由により散在状態になっており、統一教会2世被害弁護団が救済の為に活動している状態である。統一教会2世被害弁護団は今も統一教会による被害は発生し続けているとしており、2022年（令和4年）7月8日に発生した安倍晋三銃殺事件の犯人の動機に関する弁明を行った統一教会による、「2009年以降は全く問題はおきていない」「犯人の母親の寄付額は把握できていない」等とした会見内容は虚偽だとしており、「統一教会と安倍晋三元総理は大して関係が無く、犯人は思い込んだだけである。」とするメディアの報道姿勢や内容も糾弾している。一方で、ロンドン・スクール・オブ・エコノミクス名誉教授であるアイリーン・バーカーの論文によると、1970年代に統一教会に入信した信者たちは教団に残っているが、その後に入信者を増やすことには成功していないため、教団の高齢化が進んでいるという。
2世信者からは、幼少期から信仰を強要される、教義に従う生き方を強制される心理的虐待を受けてきた、献金のために貧困に苦しんだ、との証言が多数報告されている。自分も「元2世信者」であると語る20代の女性は、日本テレビの取材に答え、「2世信者」の苦しみを語った。女性は幼い頃から親に従い信仰をしてきたが、徐々に違和感を感じたという。小学生の時に、教祖・文鮮明の血が入っているとされる赤ワインを飲まされると「まずくて、気持ち悪かった」と感じたといい。中学生くらいから、信仰を拒否するようになった。親は給料の大半を教団への献金に費やしてきたといい。狭いアパートで高価な統一教会の「聖本」や「壺」に囲まれて生活をしていたという。
別の「2世信者」女性は『週刊文春』の取材に答え、「絶対に異性を好きになってはいけない」と恋愛を厳しく制限されていたことを明かした。恋愛に興味を持たないように、本や漫画、テレビ番組も厳しく制限された。20代になって恋人ができ、そのことを親に打ち明けると「お前はサタンだろう！」と相手を脅迫しにいき、破局に至った。女性の弟は「合同結婚式」に頼らず、自分で相手を見つけて結婚したが、弟がそのことを打ち明けると、親が「殺しに行く」と言ったため、警察沙汰になった。弟は親と絶縁したという。
「合同結婚式」で出会った両親の元に生まれた別の30代女性は、毎日新聞の取材に対し、両親は布教活動などに熱心で家を留守にすることが多く、夕食は一人で食べることがほとんどだったと語る。両親は給料の大半を教団への献金に費やしてきたため、生活は貧しく、小石や虫が混じる「くず米」を食べていたという。やはり家には壺や印鑑、多宝塔が置かれ、文鮮明の写真が飾られていた。
小学館『週刊ポスト』の取材に答えた別の20代後半の「2世信者」女性も、幼少期から貧困に悩まされてきたという。小遣いは1円ももらえず、親戚からもらったお年玉も献金のため没収された。服もボロボロで、集団登校では『くさいから来るな』といじめにも遭った。高校生ではじめたコンビニのアルバイトで稼いだお金も、全額両親に渡していたという。
40代の「2世信者」女性は「親孝行になるんだ」と親に従い高校生のころに入信した。21歳の時に「合同結婚式」に参加、結婚前に一度も会ったこともない当時19歳の韓国人と結婚した。夫は無職で気に入らないことがあると度々暴力を振るった。しかし、教団に相談すると「あなたの信仰が足りない」と言われただけだった。男性とは離婚に至り、教団が紹介した別の男性と再婚したが、男性は女性のクレジットカードを使い込み、女性は自己破産に至った。
2022年8月23日、立憲民主党は国会内で元信者からヒアリングを行った。夫と子供と共に出席した「元2世信者」女性は、両親が高額な献金をしたために家庭環境は貧しくそれが原因でいじめを受けたこともあり、高校生の頃からアルバイトをしていたが200万円あまりの給与はすべて献金のために両親に没収されたと証言した。両親は現在も熱心な信者で、父は教会長を務めていたことがあり、母は婦人部長などを請け負い政治の面でも選挙活動の手伝いやウグイス嬢をしたりしていたという。また女性は結婚前に参加が義務付けられている修練会において公職者からセクハラを受け、韓国にある教団施設では精神が崩壊した信者を数多く目の当たりにするなどし、2016年頃に脱会した。

## 反応

### 統一教会への批判
上越教育大学准教授の塚田穂高は、政治家にとっては「教団の信者らが選挙の運動員として派遣されてきたこと」、統一教会にとっては「政治家とつながっていることで、自分たちの活動が認められているという“お墨付き”を得たと感じられる」ことなどを双方の利点として挙げている。その上で「社会問題性や反社会性がある団体だ。この旧統一教会の特殊性を見逃してはいけない」と評した。
弁護士の紀藤正樹は「旧統一教会は、本人の財産状況を確認して、ギリギリまでお金を出させる手法で、過去30年余りで1230億円以上の被害が確認されている。行政側は、宗教団体による霊感商法には、信教の自由などからタッチできないという認識があり、問題の根深さにつながっている」とした上で、オウム真理教事件を契機に欧米でカルト対策が進んだ一方、日本では手付かずである現状を指摘した。
社会心理学者の西田公昭は、「海外では特定の団体をカルトと認定し、その思想を子どもに教えること自体を違法とする国もある」として、教団に対する規制を国が実行する必要性を説いているほか、「宗教」と「カルト団体」と一緒にしてはいけないとして、旧統一教会と他宗教団体を同等に扱うことに否定的な見解を示した。
宗教学者の島薗進は、旧統一教会が多くの被害者を生んできたとして、反社会的な問題を繰り返し起こす団体の宗教法人認証取り消しを可能とする宗教法人法の改正を検討すべきとの見解を示した。
法学者の中島宏は、フランスの反セクト法に触れ、制定をめぐって信教の自由を侵害するとの懸念が示されたことから、違法行為に着目して規制するようになったことを指摘した。その上で、「日本が学ぶべきは、法規制とあわせたセクトを巡る情報提供や注意喚起、未成年者保護、宗教が絡む問題に対処するための公務員研修などだ」との見解を示した。

### 旧統一教会側の反発
7月11日に旧統一教会の日本法人会長・田中富広が安倍への銃撃事件を受けて会見を行った。しかし会見場に入れたのは「五大紙、通信社、テレビ局、統一教会系のメディアのみ」であり、地元紙やロイター、週刊誌やフリー記者らは入場が認められなかった。田中は「私どもの法人の数か所の教会に、心無い電話がありました。あるいはメディアからの心無い言葉も、取材攻勢も受けております。信徒たちを守っていくのも、法人の責任者としての責任の責務であると感じておりますので、今回はそれなりに信頼できるメディアの皆様に来ていただきました」と述べている。
韓国では18日、同国の信者や同国に「嫁いだ」日本出身の女性信者、その子供らによって、教会批判の報道に抗議するデモが行われた。4000人が参加したとみられ、日本の報道は「歪曲・偏向」「宗教弾圧」であると訴えた。その後、韓国の文化放送（MBC）でも同局制作の調査報道番組『PD手帳』において、教会批判の特集が放映されたことを受けて、教会の信者約4000人が8月31日にMBC本社前にて抗議デモを行った。
9月29日、世界平和統一家庭連合は教会批判の急先鋒であるワイドショー2番組（『ひるおび』・『情報ライブ ミヤネ屋』）の制作局（TBSテレビ・読売テレビ）と弁護士3人（紀藤正樹・八代英輝・本村健太郎）に対して、損害賠償などを求める裁判を起こしたことを発表した。同連合は10月27日にもワイドショー・情報番組2番組（『スッキリ』・『生島ヒロシのおはよう一直線』）の制作局（日本テレビ・TBSラジオ）とジャーナリスト・弁護士2人（有田芳生・紀藤正樹）に対して、損害賠償などを求める裁判を起こしたことを発表している。
10月7日、世界平和統一家庭連合は同日に日本外国特派員協会にて予定されていた元2世信者の記者会見を精神疾患を理由に元信者の説明が虚偽の可能性があるとして、会見の中止を求めるFAXを同協会に送付していたことが判明した。なお、記者会見自体は予定通り行われた。

### 過熱する報道・反応への批判
青沼陽一郎は、第2次岸田改造内閣の人事について、岸田による「国民の皆さんの疑念を払拭するため」に「私から閣僚に対しては、政治家としての責任において、それぞれ当該団体との関係を点検し、その結果を踏まえて厳正に見直すことを言明し、それを了解した者のみを任命いたしました」という発言を、「政権による『宗教弾圧』であり、『政教分離』の原則にも反する」「憲法違反」「現職の閣僚が、ある宗教の信者であることを理由に、無視したり、日本人でありながら公益の受益者から外したりすることは、許されるはずもない。お前はクリスチャンだから相手にしない、創価学会の会員とは口をきかない、などと言えるはずもない」「戦前の『思想統制』に等しい」などと猛烈に批判している。
平戸市長の黒田成彦は、「長崎新聞から統一教会との関係を尋ねるアンケートが届いた」ことを明らかにしたうえで「（関係は）ないと答えるがまるで江戸期のキリシタン弾圧の踏み絵のようだ。隠れキリシタンの末裔である私は遺伝子的にこのような踏み絵行為は気持ち悪い」とTwitterに投稿している。この投稿に対し平井文夫は、「極めてまっとうな指摘」と評した。